# Włośnianka gorzkawa
Włośnianka gorzkawa (Hebeloma sordescens Vesterh.) – gatunek grzybów należący do rodziny pierścieniakowatych (Strophariaceae).

## Systematyka i nazewnictwo
Pozycja w klasyfikacji według Index Fungorum: Hebeloma, Strophariaceae, Agaricales, Agaricomycetidae, Agaricomycetes, Agaricomycotina, Basidiomycota, Fungi.
Po raz pierwszy opisał go w 1989 r. Jan Vesterholt pod drzewami liściastymi w Niemczech. Wskazał holotyp. Taksonem bazowym był Hebeloma testaceum (E.M. Fries) L. Quélet sensu Lange, 1938.
Nazwę polską zaproponował Władysław Wojewoda w 2003 r.

## Występowanie
Podano stanowiska w Ameryce Północnej, Europie, Azji i Australii. Na terenie Polski w literaturze naukowej do 2003 r. podano 7 stanowisk, w późniejszych latach podano wiele następnych.
Grzyb mykoryzowy. Rośnie na ziemi, w wilgotnych miejscach pod drzewami liściastymi, zwłaszcza pod olchą. Owocniki od czerwca do października.